# Ganawamaya
Ganawamaya (ґанавамая) — рід родини белберових.
Голотипом є майже повна ліва нижня щелепа з I1 — M4. Ganawamaya відрізняються від Wururoo значно меншими P3, подібні до Nambaroo і значно більшою діастемою між I2 та P3. Види роду Ganawamaya відрізняються від видів Balbaroo тим, що мають значно менші нижні кутні зуби без параконідів і від Nambaroo відсутністю протостилідів на M1.
Етимологія: родова назва походить від слова аборигенів Ваан'ї «ganawa», що означає «довгий», «mayi» — «зуби», натякаючи на дуже довгий і прямий I1.
Насьогодні признано 4 види, G. acris, G. aediculis, G. gillespieae та G. couperi.